# HD 149084
HD 149084，又名BD+35 2828，SAO 65356、HR 6157，是一颗恒星，视星等为6.25，位于銀經57.05，銀緯42.92，其B1900.0坐标为赤經16h 27m 22.8s，赤緯+35° 42.92′ 25″。